# Niebo (raj)
Niebo czy raj – mityczna kraina, lub jedna z krain stanowiących zaświaty. Kojarzona zazwyczaj z miejscem osiągnięcia stanu wiecznej szczęśliwości (stan ten i miejsce występuje pod różnymi nazwami w wielu różnych systemach wyznaniowych).

## Religie abrahamiczne
Według chrześcijan, muzułmanów i wyznawców judaizmu – stan wielkiej radości duszy spowodowany wiecznym przebywaniem z Bogiem oraz miejsce przebywania dusz w takim stanie. Niekiedy mówi się o wielu niebach – egipska kosmografia mówiła o 11 niebach, żydowska i muzułmańska o 7. Muzułmanie nazywają niebo Dżannah i uważają, że jest ono miejscem nie tylko rozkoszy duchowej, ale i cielesnej. Według kalwinizmu dusze mające się tam dostać zostały wyznaczone, pozostałe go nie osiągną.

### Katolicyzm
Do nieba miałyby iść, według nauk Kościoła rzymskokatolickiego, osoby które się nawrócą przed śmiercią, czego może dokonać każdy z pomocą Boga. Nawrócenie jest procesem, a nie pojedynczym zdarzeniem lub aktem woli. Zewnętrznym objawem nawrócenia jest życie prawe i dobre oraz dokonanie aktu żalu za grzechy. Wszyscy godni przebywania w niebie osiągną pełnię szczęścia i miłości.

### Świadkowie Jehowy
Świadkowie Jehowy uważają, że większości dobrych ludzi Bóg Jehowa obiecuje szczęśliwe życie wiecznie w raju na ziemi. Uważają, że Bóg wybrał też spośród ludzi tylko 144 000 jako tzw. „małą trzódkę”, klasę ludzi, którzy mają współkrólować z Jezusem Chrystusem w niebie (przez 1000 lat, po Armagedonie) nad żyjącym na ziemi społeczeństwem. Są oni powoływani od czasów Chrystusa aż do naszych czasów.

## Buddyzm
W niektórych odłamach buddyzmu istnieje 26 niebios zamieszkiwanych przez różnych bogów (dewów). Są to światy doskonalsze niż ludzki, gdzie jednak również występuje cierpienie (dukkha), choć o wiele mniej namacalne i bardziej subtelne, że niemal niezauważalne, aż do momentu, kiedy czas życia bogów się zakończy i nastąpi odrodzenie zgodnie z procesem reinkarnacji w innych światach samsary. Całkowity brak cierpienia występuje dopiero w stanie nirwany podczas Oświecenia. W niebiosach można się narodzić dzięki nagromadzeniu korzystnych karmicznie działań, a także zobaczyć je dzięki odpowiednio zaawansowanej medytacji.

## Religie naturalne
W wiarach nordyckich znana jest Walhalla – miejsce przebywania poległych w chwale wojowników. U niektórych północnoamerykańskich Indian jest to analogicznie "Kraina Wiecznych Łowów". W religii Azteków funkcję nieba spełniają: Tamoanchan – świat bogini przyjemności Xochiquetzal, a także Omeyocan i Tlalocan. W Chinach raj lokalizowano najczęściej w górach Kunlun lub na legendarnej wyspie Penglai.

### Rodzimowierstwo słowiańskie
Według wierzeń słowiańskich jest to bajeczna kraina w koronie kosmicznego drzewa (axis mundi) zwana Rajem lub Wyrajem, do której na zimę odlatują ptaki (tudzież czasem pod ich postaciami dusze ludzkie) i z której przychodzi wiosna. Wierzą oni, że z tego miejsca wele (dusza) za pomocą bocianów i lelków (wiosną i latem) oraz kruków (jesienią i zimą) trafiają na ziemię i wstępują do łon kobiet.
Słowianie znają również Nawię: krainę zaświatów do której podążają dusze zmarłych.